# Danuta Rucińska
Danuta Halina Rucińska – polska ekonomistka, profesor nauk ekonomicznych.

## Życiorys
W 1968 r. otrzymała magisterium w Wyższej Szkole Pedagogicznej w Gdańsku, w 1977 r. doktoryzowała się na podstawie pracy zatytułowanej Port morski jako czynnik rozwoju regionu nadmorskiego, w 1989 r. habilitowała się na podstawie pracy zatytułowanej Przeobrażenia strukturalne transportu morskiego w świetle przebiegu i oddziaływania długich cykli koniunktury. W 2001 r. uzyskała tytuł profesora nauk ekonomicznych.
Pracuje w Wyższej Szkole Administracji i Biznesu im. Eugeniusza Kwiatkowskiego w Gdyni.
Była zatrudniona na Uniwersytecie Warmińsko-Mazurskim w Olsztynie, w Elbląskiej Uczelni Humanistyczno-Ekonomicznej i na Uniwersytecie Gdańskim.
Jest członkiem zarządu i prezesem Polskiego Towarzystwa Ekonomicznego.

## Odznaczenia
- Złota Odznaka Honorowa z Wieńcem[2]
- Złota Odznaka PTE[2]
- Medal Komisji Edukacji Narodowej[2]
- Złoty Krzyż Zasługi[2]